# Route nationale 55 (Belgique)
Pour les articles homonymes, voir Route nationale 55.
La route nationale 55 est une route nationale belge.